# Hyper Sports
Hyper Sports, connu au Japon sous le titre Hyper Olympic '84 (ハイパーオリンピック'84) est un jeu vidéo de sport sur le thème des Jeux Olympiques, publié par Konami dans les salles d'arcade en 1984. Il s'agit d'un sequel du jeu Track and Field de 1983 et propose sept nouvelles épreuves olympiques. Comme son prédécesseur, Hyper Sports a deux boutons de course et un bouton d'action par joueur. La version japonaise du jeu arborait une licence officielle pour les Jeux olympiques d'été de 1984.

## Système de jeu
Le gameplay est similaire à celui de Track & Field : le joueur participe à une épreuve et tente de marquer le plus de points en fonction de ses critères de performance, mais aussi en battant les participants de l'ordinateur dans cette épreuve. Le joueur essaie également de dépasser un temps, une distance ou un score de qualification pour passer à l'épreuve suivante. Dans Hyper Sports, si toutes les épreuves sont réussies, le joueur passe au tour suivant des mêmes épreuves qui sont plus rapides et plus difficiles à qualifier.
Les épreuves ont été modifiées pour inclure ces nouveaux sports :
1. 100 m nage libre - La compétition se déroule dans un bassin de 50 mètres à quatre couloirs[3]. La vitesse de nage est contrôlée par deux boutons de course, et la respiration est contrôlée par le bouton d'action lorsque le nageur le demande à l'écran. Il est possible de recommencer si un joueur commet une faute en se lançant avant le coup de pistolet, mais il n'y a qu'une seule "course" pour le temps de qualification.
2. Ball-trap - sélection du tir à gauche ou à droite à l'aide des deux boutons de course pendant qu'un oiseau d'argile se trouve dans le viseur. Il y a trois séries de tirs à tenter pour obtenir le score de qualification. Si un score parfait est atteint, un schéma différent suit, ce qui permet d'obtenir un score plus élevé.
3. Saut de cheval - la vitesse est contrôlée par l'ordinateur, le joueur saute et pousse le cheval à l'aide du bouton d'action, et tourne autant de fois que possible à l'aide des boutons de course (et essaie d'atterrir droit sur ses pieds). Il y a trois tentatives pour atteindre le score de qualification.
4. Tir à l'arc - le tir de la flèche est contrôlé par le bouton d'action ; l'angle d'élévation est contrôlé en appuyant sur le bouton d'action et en le relâchant au bon moment. Il y a trois tentatives pour atteindre le score de qualification.
5. Triple saut - la vitesse est contrôlée par les boutons de course, le saut et l'angle sont contrôlés par le bouton d'action. Il y a trois tentatives pour atteindre la distance de qualification, et le joueur commet une faute si le premier saut est effectué après la ligne blanche.
6. Force athlétique - la puissance utilisée pour soulever les poids est contrôlée par les boutons de course, tandis que le déplacement du poids du levage à la poussée au-dessus de la tête est contrôlé par le bouton d'action. Il y a deux tentatives pour le poids de qualification.
7. Saut à la perche - la vitesse de course est prédéfinie par l'ordinateur, tandis que le lâcher de la perche et le mouvement du corps sont contrôlés par le bouton d'action. Les joueurs tentent d'atteindre des hauteurs croissantes jusqu'à ce qu'ils commettent une faute (en manquant la base en bas ou en heurtant la barre horizontale avec le corps en haut). La troisième faute entraîne la disqualification du joueur. Cet événement n'était pas inclus dans les versions ZX Spectrum et Amstrad CPC.

## Réception

### Arcade
Au Japon, Game Machine a cité Hyper Sports dans son numéro du 1er août 1984 comme étant la sixième unité d'arcade de table la plus réussie du mois. Le mois suivant, il était l'une des cinq meilleures tables d'arcade dans le classement des machines à sous. En Amérique du Nord, il est apparu dans les classements de Play Meter (en) pendant plusieurs mois jusqu'en novembre 1984, où il était l'une des quatre meilleures bornes d'arcade dédiées dans les salles d'arcade et l'une des trois meilleures dans les salles de rue. Cependant, il n'a pas connu le même succès que son prédécesseur en Amérique du Nord. En Europe, il est devenu le jeu d'arcade numéro un au Royaume-Uni.
Le jeu d'arcade a été évalué par Gene Lewin de Play Meter à la fin de l'année 1984, qui lui a attribué une note de 9 sur 10. Roger C. Sharpe, de Play Meter, l'a qualifié de « suite exceptionnelle » à Track & Field.

### Portages
Lors de la sortie des versions pour ordinateur de salon, la version ZX Spectrum a été le jeu Spectrum le plus vendu dans les classements mensuels de Gallup au Royaume-Uni. Les portages d'Hyper Sports pour ordinateurs domestiques ont été en tête du classement britannique tous formats confondus pendant deux mois au cours de l'été 1985, de juillet à août.
La version Commodore 64 a été évaluée par Zzap!64 qui a déclaré qu'il s'agissait d'un « portage de premier ordre » et a fait l'éloge des graphismes, du son et de la présentation et a reçu une note globale de 90 %. La version ZX Spectrum a remporté le prix de la meilleure simulation sportive de l'année décerné par le magazine Crash, et a ensuite été élue numéro 59 dans la liste des « 100 meilleurs jeux de tous les temps » de Your Sinclair. David M. Wilson et Johnny L. Wilson de Computer Gaming World ont évalué le jeu pour l'Apple II et le Commodore 64 en 1988, déclarant que « le jeu est un casse-bonbons au rythme rapide qui ravira les fanatiques d'arcade ».

## Postérité
Deux épreuves du jeu, le ball-trap et le saut, ont été présentées dans l'émission First Class de la BBC,.
En 2018, Konami a annoncé une nouvelle version du jeu, Hyper Sports R, pour la Nintendo Switch, mais le jeu a été annulé deux ans plus tard.
Le jeu est l'une des entrées de l'ouvrage Les 1001 jeux vidéo auxquels il faut avoir joué dans sa vie.